# Hércules y la Hidra
Hércules y la Hidra es una pequeña pintura al temple sobre tabla (17 x 12 cm) de Antonio Pollaiuolo, una de sus obras más conocidas; datada hacia 1475 aproximadamente y conservada en la Galería de los Uffizi de Florencia.

## Historia
La obra, que retoma el tema clásico de los doce trabajos de Hércules, estaba emparejada con la análoga Hércules y Anteo, también en los Uffizi. Muy controvertido es el tema de la datación de la obra. Se conserva de hecho la documentación de tres lienzos cuadrados perdidos sobre el tema de los "Trabajos" de Antonio y Piero Pollaiuolo, comisionados por Pedro de Médicis, mencionados en una carta de Antonio a Gentil Virginio Orsini del 13 de julio de 1494 como obras de treinta años antes y citadas en el inventario del Palacio Médici después de la muerte de Lorenzo el Magnífico, habiendo una última mención de Raffaello Borghini en su Descanso (1584). Estas dos obras existentes serían copias o reinterpretaciones a pequeña escala del propio autor.
En esta obra se aprecian influencias de la Academia neoplatónica vinculadas a la reinterpretación de los mitos clásicos en clave filosófica cristiana y la evocación idealizada de lo antiguo grecorromano como testimonio de una armonía estética perdida, imperantes en el arte occidental desde el Renacimiento.
Las dos tablillas son descritas por primera vez en 1609 en un inventario de la casa Gondi de Florencia, unidas como un díptico a modo de libro. No se dice que esta colocación fuera la originaria, también por la distinta línea del horizonte de ambas escenas, pero seguramente las obras estaban destinadas a una visión cercana, por las pequeñas dimensiones y la riqueza de detalles. Quizás formaron parte de la decoración de pared de un studiolo privado.
Ambas fueron robadas durante la Segunda Guerra Mundial, y recuperadas por Rodolfo Siviero en Los Ángeles en 1963. En 1991 fueron restauradas.

## Descripción y estilo
Según la mitología griega, el segundo de los doce trabajos de Hércules fue la muerte de la Hidra de Lerna, un monstruo con nueve cabezas de serpiente. La empresa del héroe era interpretada por los neoplatónicos como símbolo de la lucha entre el principio superior y el inferior, según su idea de la continua tensión del alma humana, suspendida entre la Virtud y el Vicio; el hombre en la práctica tendía hacia el bien, pero incapaz de conseguir la perfección y a menudo en peligro de caer en la irracionalidad dictada por el instinto; de esta conciencia de los propios límites deriva por tanto la tragedia existencial del hombre neoplatónico, consciente de tener que perseguir toda la vida una condición aparentemente inalcanzable.
Pollaioulo, que de las cabezas de la Hidra muestra dos atacando mientras otras tantas ya están cortadas en tierra, pintó al héroe ante un paisaje que se pierde en la lejanía, plasmado a vista de pájaro, según el uso flamenco, de manera que las figuras en primer plano, se convierten en absolutas y agigantadas protagonistas de la escena.
Hércules se arquea con fuerza hacia el monstruo, del cual sujeta firmemente una de las cabezas con la mano mientras con la otra levanta la clava para golpearla. La piel del león de Nemea, que cubre la cabeza a modo de capucha y está atada a la cintura cubriendo el nudo los genitales, se hincha con el viento creando un semicírculo que exalta la figura tensa y desnuda de Hércules. La tensión muscular, célebre característica de las mejores obras de Pollaiuolo, culmina en la marcada línea del contorno, tensa y elástica, en la que parece capturar todo el esfuerzo explosivo del impulso. La representación anatómica es extraordinaria, muy precisa en la representación de detalles tales como músculos y tendones. Los juegos lineales también se perciben en las roscas de la cola del monstruo, que envuelven el tobillo derecho del héroe.

## Otros proyectos
- Wikimedia Commons contiene immagini o altri file su Ercole e l'idra

- Datos: Q3731236
- Multimedia: Hercules and the Hydra (Pollaiolo) / Q3731236